# Saaremetsa
Koordinaten: 58° 27′ N, 23° 7′ O
Saaremetsa (deutsch Holmhof) ist ein Dorf (estnisch küla) auf der größten estnischen Insel Saaremaa. Es gehört zur Landgemeinde Saaremaa (bis 2017: Landgemeinde Laimjala) im Kreis Saare.

## Einwohnerschaft und Lage
Das Dorf hat 34 Einwohner (Stand 31. Dezember 2011). Es liegt 43 Kilometer nordöstlich der Inselhauptstadt Kuressaare, unweit der südöstlichen Küste der Insel.
Unmittelbar südlich des Ortes liegt der 18,6 Hektar große See Saanalaht.

## Geschichte
Im Mittelalter bestand der Ort aus einem befestigten Haus. Für das Jahr 1562 ist es als Holmhoue verzeichnet.
Nach mündlicher Überlieferung soll im Mittelalter ein Nonnenkloster mit Kapelle existiert haben. Für 1731 ist der Krug Holmhoff urkundlich erwähnt.

## Weblink
- Beschreibung (eestigiid.ee)